# 千歳宮
千歳宮（ちとせのみや、嘉禎3年（1237年） - 建長6年11月18日（1255年1月5日））は、鎌倉時代の皇族。順徳上皇の皇子。
承久の乱後、佐渡島に配流された順徳上皇が同島で儲けた子女である。佐渡国府の地頭本間山城兵衛が守護した。親王大明神として三宮神社に祀られて、のちに三宮大明神と称する。